# Oberönz
Oberönz är en ort och tidigare kommun i distriktet Oberaargau i kantonen Bern, Schweiz.
Den 1 januari 2008 slogs Oberönz samman med den större grannkommunen Herzogenbuchsee. Den sammanslagna kommunens namn är Herzogenbuchsee.